# Royal Aircraft Factory F.E.3
El Royal Aircraft Factory F.E.3 (también conocido como A.E.1, Armed Experimental) fue un biplano monomotor propulsor británico, construido antes de la Primera Guerra Mundial. Estaba destinado a ser equipado con un cañón, pero fue abandonado rápidamente, al encontrarse que era estructuralmente defectuoso.

## Diseño y desarrollo

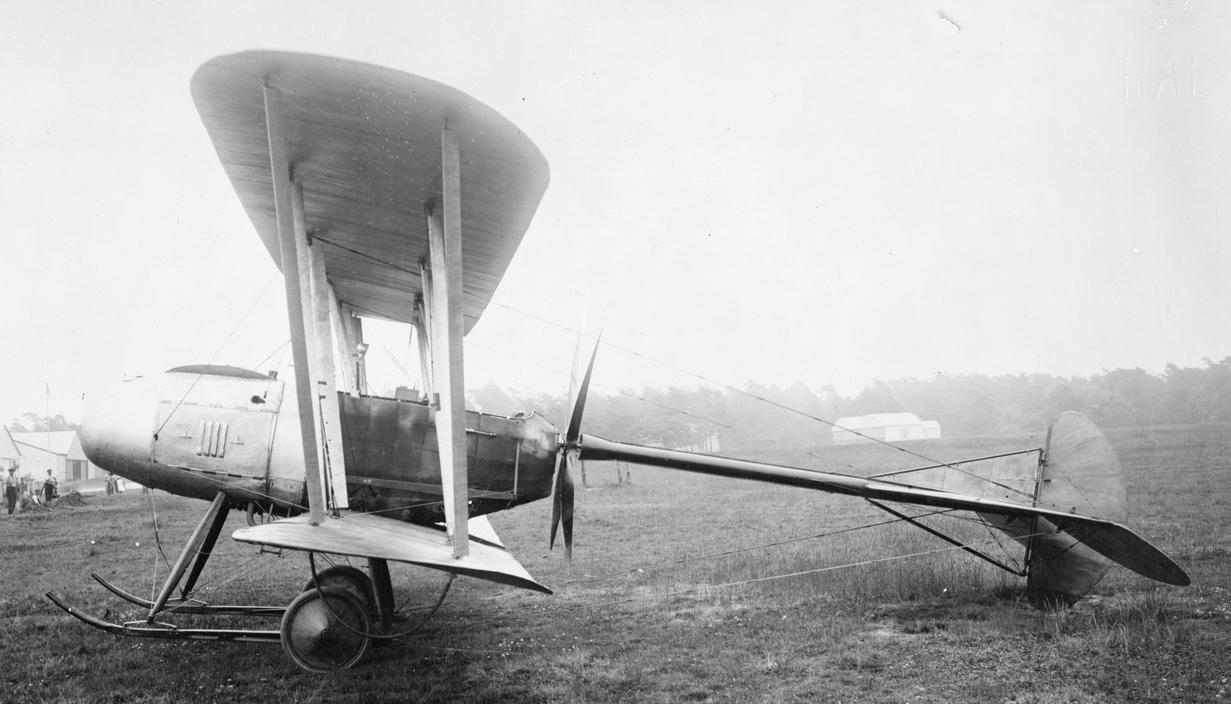
Vista lateral del F.E.3.

En 1913, la Royal Aircraft Factory diseñó un biplano armado propulsor experimental, el F.E.3 ("Farman" o "Fighting" Experimental), con la designación alternativa A.E.1 ("Armed Experimental"). El F.E.3 iba a llevar un cañón de carga rápida Coventry Ordnance Works 1½ lb. Para reducir la resistencia asociada con la configuración propulsora, preferida para un avión armado, la cola estaba instalada en un botalón simple de tubo conectado mediante rodamientos a la hélice de cuatro palas, con cables de arriostramiento yendo hasta las alas superiores y el tren de aterrizaje. Los dos tripulantes, artillero y piloto, se sentaban en tándem en una góndola de aluminio recubierto de contrachapado. Las alas y la cola cruciforme estaban construidas de madera, con recubrimiento de tela. La aeronave estaba propulsada por un único motor lineal refrigerado por agua Chenu montado en el morro de la góndola, conectado a un largo eje que discurría por debajo de la cabina y movía la hélice mediante una transmisión de cadena. El arma se dispararía a través de la toma de refrigeración del motor.
Voló en el verano de 1913, pero las pruebas se paralizaron después de que la hélice de la aeronave se rompiera en vuelo, provocando un aterrizaje forzoso. Las pruebas de vuelo no se retomaron, y se puso de manifiesto que el botalón no era lo suficientemente robusto para permitir un vuelo seguro. Aunque el F.E.3 no voló más, la instalación del armamento fue probada con el avión suspendido del tejado de un hangar, mostrando que las cargas de retroceso no eran excesivas.
El F.E.3 fue desarrollado en una versión agrandada, el F.E.6. El avión estaba propulsado por un motor Austro-Daimler/Beardmore de 89 kW (120 hp), que movía una hélice cuatripala. La unidad de cola se encontraba en un único botalón de acero que se proyectaba hacia atrás desde el eje de la hélice. El biplano poseía alerones en ambas alas superior e inferior, que no tenían decalaje, mientras que el tren de aterrizaje consistía en unas ruedas principales con soportes oleoneumáticos con una rueda de morro auxiliar. Posiblemente estuviera armado con un cañón sin retroceso Davis de 6 libras, o el cañón COW de 37 mm. Las dimensiones generales eran: largo, 8,99 m; envergadura, 15,04 m; altura, 4,6 m; superficie alar, 50,4 m². Sin embargo, el avión resultó dañado al aterrizar en su primer vuelo, y posteriormente no fue reconstruido.

## Variantes
F.E.3
Avión experimental armado, uno construido.
F.E.6
Desarrollo agrandado del F.E.3, uno construido.

## Operadores
Reino Unido
- Real Cuerpo Aéreo

## Especificaciones (F.E.3)
Referencia datos: The Royal Aircraft Factory

### Características generales
- Tripulación: Dos (piloto y artillero)
- Longitud: 8,9 m (29,3 ft)
- Envergadura: 12,2 m (40 ft)
- Altura: 3,4 m (11,3 ft)
- Superficie alar: 40,6 m² (436,5 ft²)
- Peso vacío: 635 kg (1399,5 lb)
- Peso máximo al despegue: 943 kg (2078,4 lb)
- Planta motriz: 1× motor lineal de ocho cilindros refrigerado por agua Chenu.
  - Potencia: 75 kW (103 HP; 102 CV)
- Hélices: Propulsora de cuatro palas de paso fijo

### Rendimiento
- Velocidad máxima operativa (Vno): 121 km/h (75 MPH; 65 kt) a nivel del mar
- Techo de vuelo: 1500 m (4921 ft)
- Régimen de ascenso: 1,8 m/s (354 ft/min)

## Aeronaves relacionadas

### Secuencias de designación
- Secuencia A.E._ (interna de Royal Aircraft Factory (Armoured Experimental)): A.E.1 - A.E.2 - A.E.3
- Secuencia F.E._ (interna de Royal Aircraft Factory (Farman Experimental, Fighting Experimental)): ← F.E.2 (1911) - F.E.2 (1913) - F.E.2 (1914) - F.E.3 - F.E.4 - F.E.5 - F.E.6 - F.E.7 - F.E.8 - F.E.9 →